# Funiculì funiculà
Funiculì funiculà (prononcé : [funikuˈli funikuˈla]) est une chanson napolitaine dont la musique est composée par Luigi Denza en 1880 sur des paroles en napolitain du journaliste italien Giuseppe Turco (it).
Cette chanson publicitaire est écrite pour commémorer l'inauguration du funiculaire du Vésuve qui eut lieu un an plus tôt.
Funiculì funiculà a été chantée, entre autres, par Mario Lanza, Giuseppe Di Stefano, Sergio Bruni, Frédéric François, Luciano Pavarotti, Andrea Bocelli...
Il en existe également de nombreuses versions dans d'autres langues, parmi lesquelles une version italienne, une française et une anglaise.
La version italienne a été chantée, entre autres, par Joseph Schmidt, Luis Mariano, Connie Francis...
Titrée L'amour s'en vient, l'amour s'en va !, la version française est publiée en 1889. Les paroles sont d'Armand Silvestre. Robert Marino l'interprétera en 1935. La chanson écrite par Claude Marcy et Paul Misraki, chantée par Lucie Dolène et par Jeanne Moreau, et titrée L'amour s'en vient, l'amour s'en va (sans point d'exclamation), n'a rien à voir avec la version française de Funiculì funiculà.
Les paroles de la version anglaise sont d'Edward Oxenford. Les Mills Brothers en donneront une interprétation jazz en 1938. 

## Paroles
| Paroles en napolitain Aissera, oì nanninè, me ne sagliette, tu saie addò tu saie addò Addò 'stu core 'ngrato cchiù dispietto farme nun pò! Addò lo fuoco coce, ma si fuie te lassa sta! E nun te corre appriesso, nun te struie, 'ncielo a guardà!... Jammo, jammo 'ncoppa, jammo jà, funiculì, funiculà! Né... jammo da la terra a la montagna! no passo nc'è! Se vede Francia, Proceta e la Spagna... Io veco a tte! Tirato co la fune, ditto 'nfatto, 'ncielo se va.. Se va comm' 'à lu viento a l'intrasatto, guè, saglie sà! Jammo, jammo 'ncoppa, jammo jà, funiculì, funiculà! Se n' 'è sagliuta, oì né, se n' 'è sagliuta la capa già! È gghiuta, pò è turnata, pò è venuta... sta sempe ccà! La capa vota, vota, attuorno, attuorno, attuorno a tte! Sto core canta sempe nu taluorno Sposammo, oì né! Jammo, jammo 'ncoppa, jammo jà, funiculì, funiculà! | Traduction française Hier soir, Annette, je suis monté Devine où ? Où ce cœur ingrat ne peut plus m'embêter! Là où le feu brûle, mais si tu te sauves Il te laisse tranquille Et ne te poursuit pas, ni ne se lasse de contempler le ciel! Allons, allons, au sommet allons-y ! Allons, allons, au sommet allons-y ! Funiculi, funiculè, funiculi, funiculaire ! Allons au sommet, funiculì, funiculaire ! Allons de la terre à la montagne, il n'y a qu'un pas. On voit la France, Procida et l'Espagne, moi je te vois toi! Avec le funiculaire, aussitôt dit aussitôt fait, nous sommes montés au ciel... Allons comme le vent, montons, montons! Allons, allons, au sommet allons-y ! Allons, allons, au sommet allons-y ! Funiculi, funiculè, funiculi, funiculaire! Allons au sommet, funiculì, funiculaire! Si on ne l'a pas perdue, Annette, si on n'a pas encore perdu la tête, Elle y est allée, a tourné, en est revenue, et elle est toujours là! La tête tourne, tourne autour, autour de toi ! Et mon cœur chante toujours: un jour Annette épouse-moi! Allons, allons, au sommet allons-y ! Allons, allons, au sommet allons-y ! Funiculi, funiculè, funiculi, funiculaire! Allons au sommet, funiculì, funiculaire ! (cette traduction a pour but de donner une idée des paroles napolitaines originales ; il ne s'agit pas des paroles d'Armand Silvestre) |

## Dans la culture populaire

### Musique
L'air de musique est utilisé lors du carnaval de Dunkerque sur le morceau "Les Indépendants".
- 2012 : Benvenuti al Nord, de Luca Miniero - musique additionnelle

### Bande dessinée
- 1966 : QRN sur Bretzelburg, de Franquin et Greg, première planche de la version album : Fantasio a acheté un poste à transistors miniaturisé qui diffuse à un fort volume sonore L'amour s'en vient, l'amour s'en va !
- 2011 : Hōzuki le stoïque de Natsumi Eguchi le manga fait référence à la chanson dans le chapitre 6.

### Jeux vidéos
- 2004 : Spider-Man 2 - Le jeu propose des missions libres de livraison de pizza, lorsque le joueur accepte la mission une version instrumentale de la musique est lancée en fond.

### Dessin animé
- 2014 : Girls und Panzer - musique